# Paradiallus ochreosticticus
Paradiallus ochreosticticus là một loài bọ cánh cứng trong họ Cerambycidae.